# Strade Bianche 2017
La Strade Bianche 2017, undicesima edizione della corsa e valevole, per la prima volta, come quinta prova dell'UCI World Tour 2017 categoria 1.UWT, si è disputata il 4 marzo 2017 su un percorso di 175 km, con partenza e arrivo a Siena, in Italia. La vittoria fu appannaggio del polacco Michał Kwiatkowski che completò la gara in 4h42'42", alla media di 37,141 km/h, precedendo i belgi Greg Van Avermaet e Tim Wellens.
Sul traguardo di Siena 89 ciclisti, su 167 partenti, portarono a termine la competizione.

## Percorso
La gara prende il via da Siena, come già avvenuto nell'edizione precedente, mentre come da tradizione il traguardo è posto in Piazza del Campo, per una distanza complessiva di 175 km. Sono circa 62 chilometri di strade sterrate da affrontare suddivisi in undici settori. Il percorso è caratterizzato, oltre che dallo sterrato, da un tracciato ondulato e accidentato caratterizzato da numerose curve e da una prima impegnativa ascesa con pendenze vicine al 10% all'interno del secondo tratto di sterrato. Poco dopo un'ulteriore arcigna ascesa di 4 km con pendenza del 5%, su strada asfaltata, porta a Montalcino. Superati gli altri sette settori di strade bianche, a 2 km dall'arrivo inizia l'ultima rampa di Porta di Fontebranda con pendenza al 9%-10%. La pendenza massima è posta in via di Santa Caterina (16%) a 500 metri dal traguardo finale di Piazza del Campo, ove ci si immette dopo una leggera discesa che percorre via Banchi di Sotto e via Rinaldini.
Dall'edizione corrente, il tratto di sterrato di Monte Sante Marie è stato intitolato all'ex ciclista Fabian Cancellara, vincitore per tre volte della corsa senese.
Settori di strade bianche
| Settore Numero | Nome                                          | Chilometri         | Lunghezza (km) |
| -------------- | --------------------------------------------- | ------------------ | -------------- |
| 1              | Vidritta                                      | dal 11,4 al 13,4   | 2,1            |
| 2              | Bagnaia                                       | dal 17 al 21,7     | 4,7            |
| 3              | Radi                                          | dal 27,8 al 32,3   | 4,4            |
| 4              | Str. Com. di Murlo                            | dal 38,5 al 44,8   | 5,5            |
| 5              | Lucignano d'Asso                              | dal 66,8 al 78,7   | 11,9           |
| 6              | Pieve a Salti                                 | dal 79,7 al 89,2   | 8,0            |
| 7              | San Martino in Grania                         | dal 102.7 al 112   | 9,5            |
| 8              | Monte Sante Marie (settore Fabian Cancellara) | dal 121 al 132,4   | 11,5           |
| 9              | Montaperti                                    | dal 150,7 al 151,5 | 0,8            |
| 10             | Colle Pinzuto                                 | dal 155,6 al 158   | 2,4            |
| 11             | Le Tolfe                                      | dal 161,7 al 163   | 1,1            |

## Squadre e corridori partecipanti
| N.      | Cod. | Squadra                         |
| ------- | ---- | ------------------------------- |
| 1-8     | ALM  | AG2R La Mondiale                |
| 11-18   | AND  | Androni Giocattoli-Sidermec     |
| 21-28   | AST  | Astana Pro Team                 |
| 31-38   | TBM  | Bahrain-Merida Pro Cycling Team |
| 41-48   | BRD  | Bardiani-CSF                    |
| 51-58   | BMC  | BMC Racing Team                 |
| 61-68   | BOH  | Bora-Hansgrohe                  |
| 71-78   | CDT  | Cannondale-Drapac               |
| 81-88   | FDJ  | FDJ                             |
| 91-98   | LTS  | Lotto-Soudal                    |
| 101-108 | MOV  | Movistar Team                   |

| N.      | Cod. | Squadra              |
| ------- | ---- | -------------------- |
| 111-118 | NIP  | Nippo-Vini Fantini   |
| 121-128 | ORS  | Orica-Scott          |
| 131-138 | QST  | Quick-Step Floors    |
| 141-148 | DDD  | Team Dimension Data  |
| 151-158 | KAT  | Team Katusha-Alpecin |
| 161-168 | TLJ  | Team Lotto NL-Jumbo  |
| 171-178 | SKY  | Team Sky             |
| 181-188 | SUN  | Team Sunweb          |
| 191-198 | TFS  | Trek-Segafredo       |
| 201-208 | UAD  | UAE Team Emirates    |

## Ordine d'arrivo (Top 10)
| Pos. | Corridore          | Squadra    | Tempo    |
| ---- | ------------------ | ---------- | -------- |
| 1    | Michał Kwiatkowski | Sky        | 4h42'42" |
| 2    | Greg Van Avermaet  | BMC        | a 15"    |
| 3    | Tim Wellens        | Lotto      | a 17"    |
| 4    | Zdeněk Štybar      | Quick-Step | a 23"    |
| 5    | Tom Dumoulin       | Sunweb     | a 1'26"  |
| 6    | Luke Durbridge     | Orica      | s.t.     |
| 7    | C. Juul Jensen     | Orica      | a 1'29"  |
| 8    | Tiesj Benoot       | Lotto      | a 2'20"  |
| 9    | Thibaut Pinot      | FDJ        | a 2'23"  |
| 10   | Scott Thwaites     | Dimension  | a 2'52"  |